# Бріндізі (аеропорт)
Аеропорт Бріндізі (IATA: BDS, ICAO: LIBR) (італ. Aeroporto di Brindisi) — аеропорт в Бріндізі, на півдні Італії, розташоване за 6 км від центру міста.

## Авіалінії та напрямки
| Авіакомпанія                  | Пункт призначення |
| ----------------------------- | --- |
| Alitalia                      | Мілан-Лінате, Рим-Ф'юмічіно |
| Austrian Airlines             | Сезонний: Відень |
| British Airways               | Сезонний: Лондон-Хітроу |
| easyJet                       | Берлін-Тегель, Мілан-Мальпенса Сезонний: Бристоль (з 3 липня 2019), Лондон-Гатвік, Париж-Орлі |
| easyJet Switzerland           | Базель-Мюлуз-Фрайбург, Женева |
| Eurowings                     | Штутгарт Сезонний: Кельн/Бонн, Дюссельдорф, Ганновер (з 7 травня 2019),, Мюнхен (з 2 червня 2019) Відень |
| Helvetic Airways              | Сезонний: Берн, Цюрих |
| Neos                          | Сезонний: Мілан-Мальпенса, Верона |
| Ryanair                       | Мілан-Бергамо, Болонья, Брюссель-Шарлеруа, Ейндговен, Франкфурт, Катовиці (з 1 листопада 2019), Лондон-Станстед, Манчестер, Меммінген, Мілан-Мальпенса, Піза, Рим-Ф'юмічіно, Тревізо, Турин, Верона Сезонний: Париж-Бове, Стокгольм-Скавста |
| Swiss International Air Lines | Женева (з 23 червня 2019), Цюрих |
| Transavia                     | Сезонний: Роттердам |
| TUI fly Belgium               | Сезонний: Брюссель |
| TUI fly Deutschland           | Сезонний: Штутгарт |
| Volotea                       | Венеція, Верона Сезонний: Генуя |
| Vueling                       | Сезонний: Барселона |

## Статистика
| Рік  | Авіатрафік | Вантажообіг (тонн) (з авіапоштою) | Авіатрафік |
| ---- | ---------- | --------------------------------- | ---------- |
| 2017 | 2.321.147  | 89                                | 18.872     |
| 2016 | 2.329.509  | 15                                | 18.955     |
| 2015 | 2.258.292  | 28                                | 18.042     |
| 2014 | 2.163.742  | 12                                | 17.257     |
| 2013 | 1.992.722  | 15                                | 16.113     |
| 2012 | 2.101.045  | 67                                | 17.692     |
| 2011 | 2.058.057  | 75                                | 17.340     |
| 2010 | 1.606.322  | 154                               | 14.528     |
| 2009 | 1.091.270  | 359                               | 11.465     |
| 2008 | 984.300    | 131                               | 12.581     |
| 2007 | 929.854    | 256                               | 11.169     |
| 2006 | 815.541    | 523                               | 10.696     |
| 2005 | 794.378    | 736                               | 10.688     |
| 2004 | 765.753    | 804                               | 9.603      |
| 2003 | 716.544    | 1.913                             | 9.244      |
| 2002 | 629.218    | 356                               | 8.076      |
| 2001 | 611.996    | 255                               | 8.350      |
| 2000 | 614.140    | 314                               | 10.550     |